# منى غوردون ويلسون
منى غوردون ويلسون هي ممرضة كندية، ولدت في 1894، وتوفيت في 1981.